# Mintonia breviramus
Mintonia breviramus är en spindelart som beskrevs av Fred R. Wanless 1984. Mintonia breviramus ingår i släktet Mintonia och familjen hoppspindlar. Inga underarter finns listade i Catalogue of Life.